# Heptacarus graminosus
Heptacarus graminosus är en kvalsterart som först beskrevs av McDaniel, Norton och Bolen 1979.  Heptacarus graminosus ingår i släktet Heptacarus och familjen Lohmanniidae. Inga underarter finns listade i Catalogue of Life.